# William Schulz
William Schulz (* 1949) ist ein US-amerikanischer Pastor der Unitarian Universalist Association (UUA), Autor und war von März 1994 bis 2006 Executive Director der Organisation Amnesty International USA.
Schulz studierte an der University of Chicago und erreichte einen 1973 Master Degree in Theologie und 1975 einen Doctor of Ministry an der Meadville/Lombard Theological School.
Als 1985 gewählter Präsident der Unitarian Universalist Association (UUA) war Schulz in vielen internationalen und gesellschaftlichen Streitfragen involviert. So führte er beispielsweise den ersten Besuch von Kongressmitgliedern nach Rumänien im Januar 1990 an. Er engagierte sich weltweit in Menschenrechtsfragen.
Schulz trat in zahlreichen Fernseh- und Radiosendungen und Talkshows 60 Minutes, 20/20, The Today Show, Good Morning America, All Things Considered, Talk of the Nation, ABC World News, Larry King Live, Nightline, Politically Incorrect als Gast auf. Des Weiteren war er als Redner in vielen Universitäten und Hochschulen in den Vereinigten Staaten tätig. So unterrichtete er unter anderem ein Seminar über Religion in internationalen gesellschaftlichen und politischen Konflikten an der John F. Kennedy School of Government an der Harvard University.
Schulz unterstützt politisch in den Vereinigten Staaten die Demokraten. Er wird in Who's Who in America gelistet.
Schulz ist mit der UUA-Pastorin Beth Graham verheiratet und lebt mit ihr in New York City. Er hat zwei Kinder aus einer früheren Ehe. Gegenwärtig ist er als Senior Fellow am Center for American Progress und als Adjunct Professor für Internationale Beziehungen an der The New School tätig.

## Werke (Auswahl)
- Transforming Words: Six Essays on Preaching, 1996
- The Unitarian Universalist Pocket Guide, 1998
- In Our Own Best Interests: How Defending Human Rights Benefits Us All, (Beacon Press, 2002) ISBN 0-8070-0227-5
- Tainted Legacy: 9/11 and the Ruin of Human Rights (Nation Books, 2003), ISBN 1-56025-489-0
- Making the Manifesto: The Birth of Religious Humanism, 148 Seiten, 2002
- The Phenomenon of Torture: Readings and Commentary, 389 Seiten, 2007

## Zitat über Schulz
- „William Schulz, the director of Amnesty International USA, has done more than anyone in the American human rights movement to make human rights issues known in the United States.“ (The New York Review Books, Juni 2002)